# Francis Jourde
Francis Jourde (Chassagne, 4 luglio 1843 – Nizza, 1893) è stato un politico francese, figura rilevante della Comune di Parigi.

## Biografia
Francis (o François) Jourde fu impiegato in uno studio notarile, poi contabile di banca e impiegato nell'ufficio ponti e strade del municipio di Parigi, durante l'assedio di Parigi del 1870 si arruolò nel 160º battaglione della guardia nazionale, che lo elesse delegato al Comitato centrale.
Il 26 marzo 1871 fu eletto al Consiglio della Comune dal V arrondissement e il 29 marzo assunse la funzione di commissario alle Finanze, dove dimostrò competenza e onestà. Si dimise il 2 maggio per protesta contro l'istituzione del Comitato di salute pubblica, ma riprese le sue funzioni pochi giorni dopo. I suoi scrupoli legalitari gli impedirono di confiscare i fondi della Banca di Francia, indebolendo l'azione della Comune contro il governo di Thiers. Fu l'autore del decreto che accordava una pensione alle donne, sposate o meno, delle guardie nazionali cadute in combattimento.
Arrestato dal governo di Versailles il 30 maggio, fu condannato il 2 settembre alla deportazione nella Nuova Caledonia, dove giunse nel novembre 1872. Nella colonia penale di Numea lavorò come contabile e fondò con Juliette Lopez, compagna di Rastoul, l'Union, società di mutuo soccorso ai deportati.
Evase il 21 marzo 1874 con Achille Ballière, Charles Bastien, Paschal Grousset, Olivier Pain e Henri Rochefort. Raggiunta l'Inghilterra, partecipò a una sottoscrizione per i comunardi vittime della repressione. Fu anche a Strasburgo, a Ginevra, dove denunciò in un libro scritto con Grousset le terribili condizioni dei deportati, e a Bruxelles. Tornò da Londra in Francia con l'amnistia del 1880, senza più occuparsi di politica.

## Scritti
- Condamnés politiques en Nouvelle-Calédonie: Récit de deux évadés, (con P. Grousset), Genève, Imprimerie Ziegler, 1876